# Антоновка (Ставищенский район)
Анто́новка (укр. Антонівка) — село, входит в Ставищенский район Киевской области Украины.
Расположено на левом берегу реки Гнилой Тикич (приток р. Тикич).
Население по переписи 2001 года составляло 548 человек. Почтовый индекс — 09433. Телефонный код — 4464. Занимает площадь 2,756 км². Код КОАТУУ — 3224280401.

## Местный совет
09433, Киевская обл., Ставищенский р-н, с. Антоновка, ул. Школьная, 25